# Vòng bảng UEFA Champions League 1998–99
Giải bóng đá UEFA Champions League 1998–99 là mùa giải lần thứ 44 của giải UEFA Champions League, là giải đấu của các câu lạc bộ hàng đầu ở châu Âu và là mùa giải thứ bảy sau khi đổi tên từ "European Cup" thành "UEFA Champions League". Đội vô địch là Manchester United sau khi đánh bại Bayern Munich với tỷ số 2–1 trong trận chung kết. Manchester United chỉ cần hai phút cuối cùng của ba phút bù giờ để đánh bại Bayern Munich bằng hai bàn thắng của bộ đôi tiền đạo Teddy Sheringham và Ole Gunnar Solskjær. Manchester United là câu lạc bộ bóng đá Anh đầu tiên giành chiến thắng giải đấu bóng đá câu lạc bộ hàng đầu của châu Âu kể từ năm 1984 và cũng là câu lạc bộ bóng đá Anh đầu tiên tiến tới trận chung kết Champions League kể từ khi Thảm họa Heysel và sau đó bị lệnh cấm các câu lạc bộ bóng đá Anh tham dự tất cả các giải đấu do UEFA giữa những năm 1985 và 1990.
Manchester United đã hoàn thành cú ăn ba vĩ đại trong lịch sử của câu lạc bộ, trở thành câu lạc bộ bóng đá thứ tư ở châu Âu làm được như vậy khi giành UEFA Champions League 1998–99, Cúp FA 1998–99  và Giải bóng đá Ngoại hạng Anh 1998–99. Quỷ đỏ thành Manchester giành được danh hiệu mà không để thua một trận duy nhất, mặc dù đã thi đấu cùng bảng với Bayern Munich, Barcelona và Brøndby cộng với hai câu lạc bộ hàng đầu nước Ý được đánh giá cao ở giai đoạn knock-out. Tuy nhiên, United đã trở thành nhà vô địch chỉ với năm trận thắng trong tổng số các trận, số trận thắng thấp nhất ghi nhận của một nhà vô địch trong kỷ nguyên Champions League đến nay, mặc dù cuộc thi hiện nay có thêm một vòng 16 đội với hai trận đấu ở giai đoạn knock-out.
Real Madrid là đương kim vô địch nhưng đã bị loại bởi Dynamo Kyiv ở vòng tứ kết.

## Vòng bảng
| Màu xanh trong bảng                                                          |
| ---------------------------------------------------------------------------- |
| Đội đứng đầu bảng và đội thứ nhì có thành tích tốt nhất được vào vòng tứ kết |

### Bảng A
| Đội            | Trận | Thắng | Hòa | Thua | Bàn thắng | Bàn thua | Hiệu số | Điểm |
| -------------- | ---- | ----- | --- | ---- | --------- | -------- | ------- | ---- |
| Olympiacos     | 6    | 3     | 2   | 1    | 8         | 6        | +2      | 11   |
| Croatia Zagreb | 6    | 2     | 2   | 2    | 5         | 7        | −2      | 8    |
| Porto          | 6    | 2     | 1   | 3    | 11        | 9        | +2      | 7    |
| Ajax           | 6    | 2     | 1   | 3    | 4         | 6        | −2      | 7    |

| Porto                    | 2–2    | Olympiacos                     |
| ------------------------ | ------ | ------------------------------ |
| Zahovič 65' · Jardel 82' | Report | Giannakopoulos 86' · Gogić 89' |

| Croatia Zagreb | 0–0    | Ajax |
| -------------- | ------ | ---- |
|                | Report |      |

| Ajax                            | 2–1    | Porto       |
| ------------------------------- | ------ | ----------- |
| Rudy 57' · Litmanen 86' (ph.đ.) | Report | Zahovič 69' |

| Olympiacos                 | 2–0    | Croatia Zagreb |
| -------------------------- | ------ | -------------- |
| Alexandris 21' · Gogić 80' | Report |                |

| Olympiacos     | 1–0    | Ajax |
| -------------- | ------ | ---- |
| Alexandris 38' | Report |      |

| Porto                         | 3–0    | Croatia Zagreb |
| ----------------------------- | ------ | -------------- |
| Doriva 33' · Zahovič 42', 75' | Report |                |

| Ajax                     | 2–0    | Olympiacos |
| ------------------------ | ------ | ---------- |
| Witschge 36' · Gorré 88' | Report |            |

| Croatia Zagreb                       | 3–1    | Porto      |
| ------------------------------------ | ------ | ---------- |
| Mikić 7' · Rukavina 37' · Mujčin 61' | Report | Jardel 39' |

| Ajax | 0–1    | Croatia Zagreb |
| ---- | ------ | -------------- |
|      | Report | Šimić 67'      |

| Olympiacos               | 2–1    | Porto       |
| ------------------------ | ------ | ----------- |
| Gogić 18' · Đorđević 55' | Report | Zahovič 76' |

| Porto                           | 3–0    | Ajax |
| ------------------------------- | ------ | ---- |
| Zahovič 54', 73' · Drulović 79' | Report |      |

| Croatia Zagreb | 1–1    | Olympiacos         |
| -------------- | ------ | ------------------ |
| Jeličić 35'    | Report | Giannakopoulos 64' |

### Bảng B
| Đội             | Trận | Thắng | Hòa | Thua | Bàn thắng | Bàn thua | Hiệu số | Điểm |
| --------------- | ---- | ----- | --- | ---- | --------- | -------- | ------- | ---- |
| Juventus        | 6    | 1     | 5   | 0    | 7         | 5        | +2      | 8    |
| Galatasaray     | 6    | 2     | 2   | 2    | 8         | 8        | 0       | 8    |
| Rosenborg       | 6    | 2     | 2   | 2    | 7         | 8        | −1      | 8    |
| Athletic Bilbao | 6    | 1     | 3   | 2    | 5         | 6        | −1      | 6    |

| Juventus                     | 2–2    | Galatasaray          |
| ---------------------------- | ------ | -------------------- |
| Inzaghi 17' · Birindelli 69' | Report | Şükür 44' · Ümit 63' |

| Athletic Bilbao | 1–1    | Rosenborg  |
| --------------- | ------ | ---------- |
| Etxeberria 7'   | Report | Strand 64' |

| Rosenborg               | 1–1    | Juventus    |
| ----------------------- | ------ | ----------- |
| Skammelsrud 69' (ph.đ.) | Report | Inzaghi 26' |

| Galatasaray           | 2–1    | Athletic Bilbao |
| --------------------- | ------ | --------------- |
| Okan 16' · Hagi 90+3' | Report | Urzaiz 17'      |

| Rosenborg               | 3–0    | Galatasaray |
| ----------------------- | ------ | ----------- |
| Rushfeldt 69', 86', 89' | Report |             |

| Athletic Bilbao | 0–0    | Juventus |
| --------------- | ------ | -------- |
|                 | Report |          |

| Juventus        | 1–1    | Athletic Bilbao |
| --------------- | ------ | --------------- |
| Lasa 68' (l.n.) | Report | Guerrero 45'    |

| Galatasaray               | 3–0    | Rosenborg |
| ------------------------- | ------ | --------- |
| Şükür 55', 74' · Arif 66' | Report |           |

| Rosenborg        | 2–1    | Athletic Bilbao |
| ---------------- | ------ | --------------- |
| Sørensen 2', 50' | Report | Pérez 90'       |

| Galatasaray | 1–1    | Juventus    |
| ----------- | ------ | ----------- |
| Suat 90'    | Report | Amoruso 78' |

| Juventus                  | 2–0    | Rosenborg |
| ------------------------- | ------ | --------- |
| Inzaghi 16' · Amoruso 36' | Report |           |

| Athletic Bilbao | 1–0    | Galatasaray |
| --------------- | ------ | ----------- |
| Guerrero 44'    | Report |             |

### Bảng C
| Đội            | Trận | Thắng | Hòa | Thua | Bàn thắng | Bàn thua | Hiệu số | Điểm |
| -------------- | ---- | ----- | --- | ---- | --------- | -------- | ------- | ---- |
| Internazionale | 6    | 4     | 1   | 1    | 9         | 5        | +4      | 13   |
| Real Madrid    | 6    | 4     | 0   | 2    | 17        | 8        | +9      | 12   |
| Spartak Moscow | 6    | 2     | 2   | 2    | 7         | 6        | +1      | 8    |
| Sturm Graz     | 6    | 0     | 1   | 5    | 2         | 16       | −14     | 1    |

| Real Madrid                      | 2–0    | Internazionale |
| -------------------------------- | ------ | -------------- |
| Hierro 80' (ph.đ.) · Seedorf 90' | Report |                |

| Sturm Graz | 0–2    | Spartak Moscow            |
| ---------- | ------ | ------------------------- |
|            | Report | Titov 60' · Tsymbalar 63' |

| Internazionale | 1–0    | Sturm Graz |
| -------------- | ------ | ---------- |
| Djorkaeff 90'  | Report |            |

| Spartak Moscow            | 2–1    | Real Madrid |
| ------------------------- | ------ | ----------- |
| Tsymbalar 72' · Titov 78' | Report | Raúl 63'    |

| Real Madrid                                                     | 6–1    | Sturm Graz |
| --------------------------------------------------------------- | ------ | ---------- |
| Sávio 13', 90' · Raúl 22' · Jarni 61', 79' · Popović 67' (l.n.) | Report | Vastić 8'  |

| Internazionale            | 2–1    | Spartak Moscow |
| ------------------------- | ------ | -------------- |
| Ventola 32' · Ronaldo 59' | Report | Tsymbalar 64'  |

| Spartak Moscow | 1–1    | Internazionale |
| -------------- | ------ | -------------- |
| Tikhonov 67'   | Report | Simeone 88'    |

| Sturm Graz | 1–5    | Real Madrid                                               |
| ---------- | ------ | --------------------------------------------------------- |
| Haas 3'    | Report | Panucci 8', 61' · Mijatović 35' · Seedorf 57' · Šuker 74' |

| Internazionale                 | 3–1    | Real Madrid |
| ------------------------------ | ------ | ----------- |
| Zamorano 51' · Baggio 86', 90' | Report | Seedorf 57' |

| Spartak Moscow | 0–0    | Sturm Graz |
| -------------- | ------ | ---------- |
|                | Report |            |

| Real Madrid          | 2–1    | Spartak Moscow |
| -------------------- | ------ | -------------- |
| Raúl 34' · Sávio 66' | Report | Khlestov 89'   |

| Sturm Graz | 0–2    | Internazionale           |
| ---------- | ------ | ------------------------ |
|            | Report | Zanetti 64' · Baggio 80' |

### Bảng D
| Đội               | Trận | Thắng | Hòa | Thua | Bàn thắng | Bàn thua | Hiệu số | Điểm |
| ----------------- | ---- | ----- | --- | ---- | --------- | -------- | ------- | ---- |
| Bayern Munich     | 6    | 3     | 2   | 1    | 9         | 6        | +3      | 11   |
| Manchester United | 6    | 2     | 4   | 0    | 20        | 11       | +9      | 10   |
| Barcelona         | 6    | 2     | 2   | 2    | 11        | 9        | +2      | 8    |
| Brøndby           | 6    | 1     | 0   | 5    | 4         | 18       | −14     | 3    |

| Manchester United                     | 3–3    | Barcelona                                                      |
| ------------------------------------- | ------ | -------------------------------------------------------------- |
| Giggs 16' · Scholes 24' · Beckham 63' | Report | Anderson 47' · Giovanni 59' (ph.đ.) · Luis Enrique 70' (ph.đ.) |

| Brøndby                      | 2–1    | Bayern Munich |
| ---------------------------- | ------ | ------------- |
| Helmer 87' (l.n.) · Ravn 89' | Report | Babbel 76'    |

| Bayern Munich  | 2–2    | Manchester United       |
| -------------- | ------ | ----------------------- |
| Élber 11', 89' | Report | Yorke 30' · Scholes 49' |

| Barcelona         | 2–0    | Brøndby |
| ----------------- | ------ | ------- |
| Anderson 44', 85' | Report |         |

| Brøndby                 | 2–6    | Manchester United                                               |
| ----------------------- | ------ | --------------------------------------------------------------- |
| Daugaard 35' · Sand 90' | Report | Giggs 2', 21' · Cole 28' · Keane 55' · Yorke 60' · Solskjær 62' |

| Bayern Munich | 1–0    | Barcelona |
| ------------- | ------ | --------- |
| Effenberg 45' | Report |           |

| Barcelona            | 1–2    | Bayern Munich                  |
| -------------------- | ------ | ------------------------------ |
| Giovanni 29' (ph.đ.) | Report | Zickler 48' · Salihamidžić 87' |

| Manchester United                                                | 5–0    | Brøndby |
| ---------------------------------------------------------------- | ------ | ------- |
| Beckham 7' · Cole 12' · P. Neville 16' · Yorke 28' · Scholes 63' | Report |         |

| Barcelona                      | 3–3    | Manchester United         |
| ------------------------------ | ------ | ------------------------- |
| Anderson 1' · Rivaldo 57', 73' | Report | Yorke 25', 68' · Cole 53' |

| Bayern Munich            | 2–0    | Brøndby |
| ------------------------ | ------ | ------- |
| Jancker 51' · Basler 57' | Report |         |

| Manchester United | 1–1    | Bayern Munich    |
| ----------------- | ------ | ---------------- |
| Keane 43'         | Report | Salihamidžić 55' |

| Brøndby | 0–2    | Barcelona             |
| ------- | ------ | --------------------- |
|         | Report | Figo 6' · Rivaldo 36' |

### Bảng E
| Đội           | Trận | Thắng | Hòa | Thua | Bàn thắng | Bàn thua | Hiệu số | Điểm |
| ------------- | ---- | ----- | --- | ---- | --------- | -------- | ------- | ---- |
| Dynamo Kyiv   | 6    | 3     | 2   | 1    | 11        | 7        | +4      | 11   |
| Lens          | 6    | 2     | 2   | 2    | 5         | 6        | −1      | 8    |
| Arsenal       | 6    | 2     | 2   | 2    | 8         | 8        | 0       | 8    |
| Panathinaikos | 6    | 2     | 0   | 4    | 6         | 9        | −3      | 6    |

| Panathinaikos                  | 2–1    | Dynamo Kyiv |
| ------------------------------ | ------ | ----------- |
| Mykland 56' · Liberopoulos 69' | Report | Rebrov 31'  |

| Lens            | 1–1    | Arsenal      |
| --------------- | ------ | ------------ |
| Vairelles 90+2' | Report | Overmars 51' |

| Arsenal                    | 2–1    | Panathinaikos |
| -------------------------- | ------ | ------------- |
| Tony Adams 62' · Keown 75' | Report | Mauro 87'     |

| Dynamo Kyiv    | 1–1    | Lens          |
| -------------- | ------ | ------------- |
| Shevchenko 61' | Report | Vairelles 62' |

| Arsenal      | 1–1    | Dynamo Kyiv  |
| ------------ | ------ | ------------ |
| Bergkamp 74' | Report | Rebrov 90+2' |

| Lens     | 1–0    | Panathinaikos |
| -------- | ------ | ------------- |
| Eloi 80' | Report |               |

| Dynamo Kyiv                                       | 3–1    | Arsenal    |
| ------------------------------------------------- | ------ | ---------- |
| Rebrov 26' (ph.đ.) · Holovko 61' · Shevchenko 72' | Report | Hughes 82' |

| Panathinaikos | 1–0    | Lens |
| ------------- | ------ | ---- |
| Vokolos 53'   | Report |      |

| Arsenal | 0–1    | Lens       |
| ------- | ------ | ---------- |
|         | Report | Debève 72' |

| Dynamo Kyiv                     | 2–1    | Panathinaikos   |
| ------------------------------- | ------ | --------------- |
| Rebrov 72' · Basinas 80' (l.n.) | Report | Lagonikakis 36' |

| Panathinaikos  | 1–3    | Arsenal                                          |
| -------------- | ------ | ------------------------------------------------ |
| Sypniewski 74' | Report | Asanović 64' (l.n.) · Anelka 80' · Boa Morte 86' |

| Lens       | 1–3    | Dynamo Kyiv                                 |
| ---------- | ------ | ------------------------------------------- |
| Šmicer 78' | Report | Kaladze 60' · Vashchuk 75' · Shevchenko 85' |

### Bảng F
| Đội            | Trận | Thắng | Hòa | Thua | Bàn thắng | Bàn thua | Hiệu số | Điểm |
| -------------- | ---- | ----- | --- | ---- | --------- | -------- | ------- | ---- |
| Kaiserslautern | 6    | 4     | 1   | 1    | 12        | 6        | +6      | 13   |
| Benfica        | 6    | 2     | 2   | 2    | 8         | 9        | −1      | 8    |
| PSV Eindhoven  | 6    | 2     | 1   | 3    | 10        | 11       | −1      | 7    |
| HJK Helsinki   | 6    | 1     | 2   | 3    | 8         | 12       | −4      | 5    |

| PSV Eindhoven               | 2–1    | HJK Helsinki |
| --------------------------- | ------ | ------------ |
| Ooijer 57' · Bruggink 90+3' | Report | Kottila 32'  |

| Kaiserslautern | 1–0    | Benfica |
| -------------- | ------ | ------- |
| Wagner 41'     | Report |         |

| Benfica                         | 2–1    | PSV Eindhoven |
| ------------------------------- | ------ | ------------- |
| Nuno Gomes 47' · João Pinto 76' | Report | Rommedahl 70' |

| HJK Helsinki | 0–0    | Kaiserslautern |
| ------------ | ------ | -------------- |
|              | Report |                |

| PSV Eindhoven | 1–2    | Kaiserslautern         |
| ------------- | ------ | ---------------------- |
| Khokhlov 78'  | Report | Riedl 67' · Rische 81' |

| HJK Helsinki                       | 2–0    | Benfica |
| ---------------------------------- | ------ | ------- |
| Lehkosuo 20' (ph.đ.) · Kottila 70' | Report |         |

| Kaiserslautern                       | 3–1    | PSV Eindhoven      |
| ------------------------------------ | ------ | ------------------ |
| Rische 68' · Riedl 77' · Hristov 90' | Report | Van Nistelrooy 18' |

| Benfica                     | 2–2    | HJK Helsinki                       |
| --------------------------- | ------ | ---------------------------------- |
| Nuno Gomes 78' · Calado 80' | Report | Minto 5' (l.n.) · Luiz Antônio 84' |

| HJK Helsinki         | 1–3    | PSV Eindhoven                        |
| -------------------- | ------ | ------------------------------------ |
| Lehkosuo 70' (ph.đ.) | Report | Van Nistelrooy 30', 67', 82' (ph.đ.) |

| Benfica                         | 2–1    | Kaiserslautern |
| ------------------------------- | ------ | -------------- |
| Nuno Gomes 31' · João Pinto 70' | Report | Rische 90'     |

| PSV Eindhoven                     | 2–2    | Benfica                     |
| --------------------------------- | ------ | --------------------------- |
| Khokhlov 41' · Van Nistelrooy 89' | Report | Nuno Gomes 47' (ph.đ.), 64' |

| Kaiserslautern                                    | 5–2    | HJK Helsinki                 |
| ------------------------------------------------- | ------ | ---------------------------- |
| Rösler 43', 61', 80' · Marschall 49' · Rische 85' | Report | Ilola 29' · Luiz Antônio 68' |

## Xếp hạng các đội nhì bảng=
| Đội               | Trận | Thắng | Hòa | Thua | Bàn thắng | Bàn bại | Hiệu số | Điểm |
| ----------------- | ---- | ----- | --- | ---- | --------- | ------- | ------- | ---- |
| Real Madrid       | 6    | 4     | 0   | 2    | 17        | 8       | +9      | 12   |
| Manchester United | 6    | 2     | 4   | 0    | 20        | 11      | +9      | 10   |
| Galatasaray       | 6    | 2     | 2   | 2    | 8         | 8       | 0       | 8    |
| Benfica           | 6    | 2     | 2   | 2    | 8         | 9       | −1      | 8    |
| Lens              | 6    | 2     | 2   | 2    | 5         | 6       | −1      | 8    |
| Croatia Zagreb    | 6    | 2     | 2   | 2    | 5         | 7       | −2      | 8    |